# Lecithocera sophronopa
Lecithocera sophronopa is een vlinder uit de familie van de Lecithoceridae. De wetenschappelijke naam van de soort is voor het eerst geldig gepubliceerd in 1967 door Diakonoff.